# Swima bombiviridis
Swima bombiviridis Osborn, Haddock, Pleijel, Madin & Rouse, 2009, citato anche come bombardiere verde, è una specie di verme sottomarino, noto per la peculiare caratteristica di poter emettere dal proprio corpo branchie modificate bioluminescenti che utilizza come arma di difesa per distrarre i nemici. Trattasi di un anellide che vive nel piano batiale.